# Breitenau (Guxhagen)

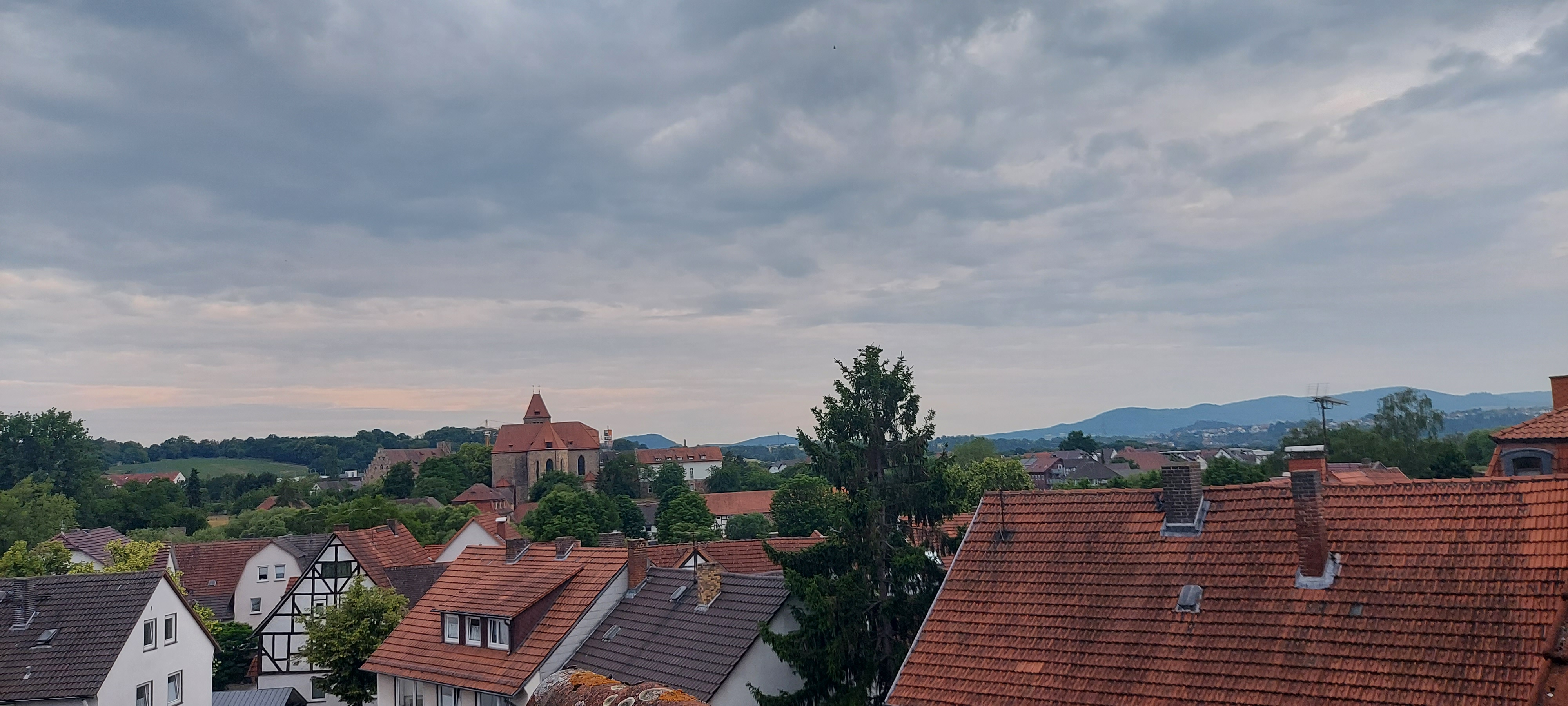
Blick über Breitenau; rechts im Hintergrund die Kasseler Berge und Baunatal.

Die Breitenau ist eine Ortslage von Guxhagen in Nordhessen, ca. 15 km südlich von Kassel an der Fulda in der Nähe der Mündung der Eder. Heute führt die Autobahn A 7 (Kassel–Würzburg) unmittelbar an der Breitenau vorbei. Dank dieser verkehrsgünstigen Lage haben sich im Ortsteil Breitenau verschiedene Industrieunternehmen angesiedelt.

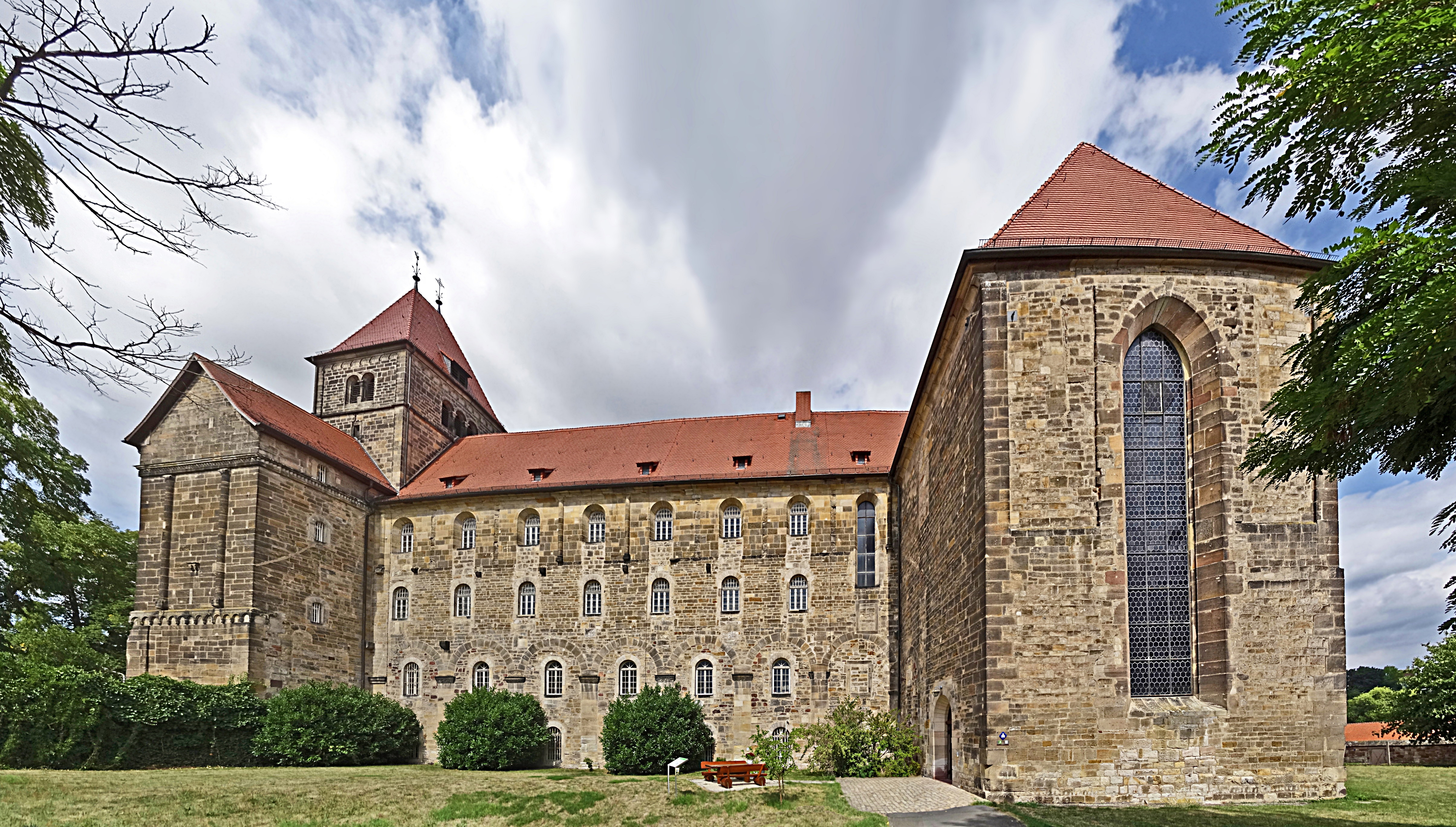
Klosterkirche Breitenau

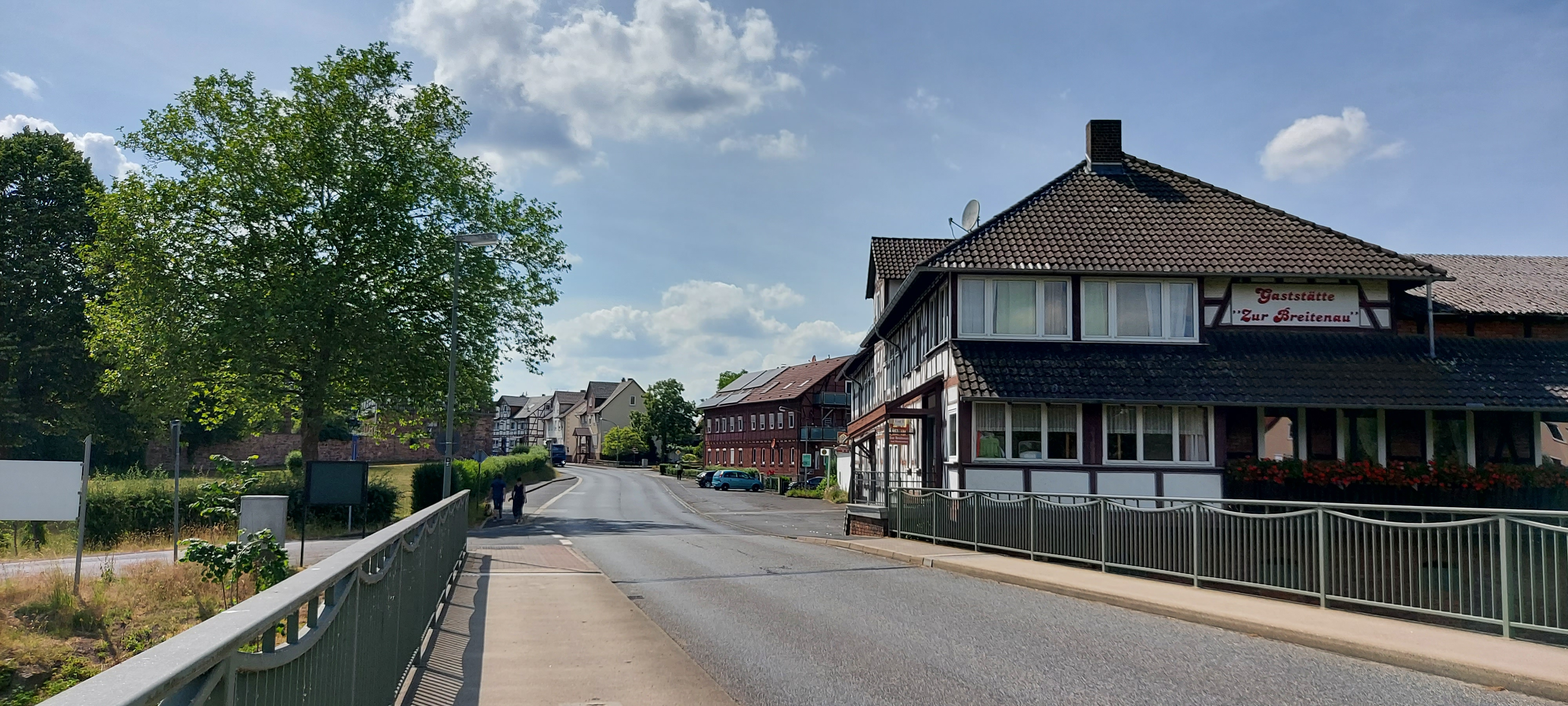
Ortslage Breitenau. Im Vordergrund der Gasthof „Zur Breitenau“.

Den Mittelpunkt der Breitenau bildet das Kloster Breitenau aus dem 12. Jahrhundert. Das ehemalige Kloster der Benediktiner, gegründet um 1113 durch Graf Werner IV. von Maden, beherbergt heute ein psychiatrisches Krankenhaus und hat eine bewegte Geschichte hinter sich. Von 1874 bis 1949 befand sich hier eine Korrektions- und Landarmenanstalt, ein Arbeitshaus. In dieser Anstalt befand sich in der Zeit des Nationalsozialismus 1933/34 ein frühes Konzentrationslager und von 1940 bis 1945 ein Arbeitserziehungslager (KZ Breitenau). Auf dem Gelände existierte in der Nachkriegszeit eine geschlossene Fürsorgeerziehungsanstalt für Mädchen, die aufgrund ihrer sehr harten Lebensbedingungen in den 60er Jahren zunehmen in die Kritik geriet. 1969 arbeitete Ulrike Meinhof die Zustände dort in Interviews und einem Radiofeature auf, und lebte solange im Gasthof Zur Breitenau. Das Mädchenheim wurde 1973 aufgelöst, heute befinden sich in der Anlage ein Wohnheim für psychisch kranke Menschen und eine Gedenkstätte.